# Conventus

Mapa de los conventus en Hispania.

En latín un conventus (en español, convento) significa 'asamblea' o 'reunión', y con esta palabra se designaba las reuniones conjuntas de romanos e indígenas que aconsejaban al gobernador en la administración de justicia.

## Funcionamiento
Las reuniones jurídicas se realizaban en diversas localidades, que por ello se llamaban conventus o conventus iuridici. El gobernador provincial o legado realizaba sus funciones jurídicas itinerantes anuales en cada una de las sedes de estos conventus, en fechas fijas, usualmente en verano. En consecuencia, la población de los alrededores acudía en esas fechas a la capital del conventus para realizar todo tipo de actos jurídicos, desde pleitos hasta la regularización de contratos. Posiblemente el legado también aprovechase su estancia para establecer las delimitaciones de las áreas de recaudación y de reclutamiento.
Esto hace que el conventus quede establecido por su capital, la ciudad donde el gobernador establecía su tribunal, más que por su territorio, que no era fijo. Los habitantes de la provincia podían acudir a una u otra sede de conventus, a su conveniencia. Evidentemente, en general acudían a la sede más cercana a sus lugares de residencia. Todo esto explica que los límites territoriales de los conventus sean bastante vagos, ya que no estaban jurídicamente definidos, a diferencia de las provincias.
Como organización territorial de las provincias romanas de Dalmacia, Asia e Hispania, se estableció una subdivisión jurídica en conventus iuridicus, al tiempo sede administrativa y capital. Su creación data más probablemente de la época de Augusto.

## Conventusen Hispania

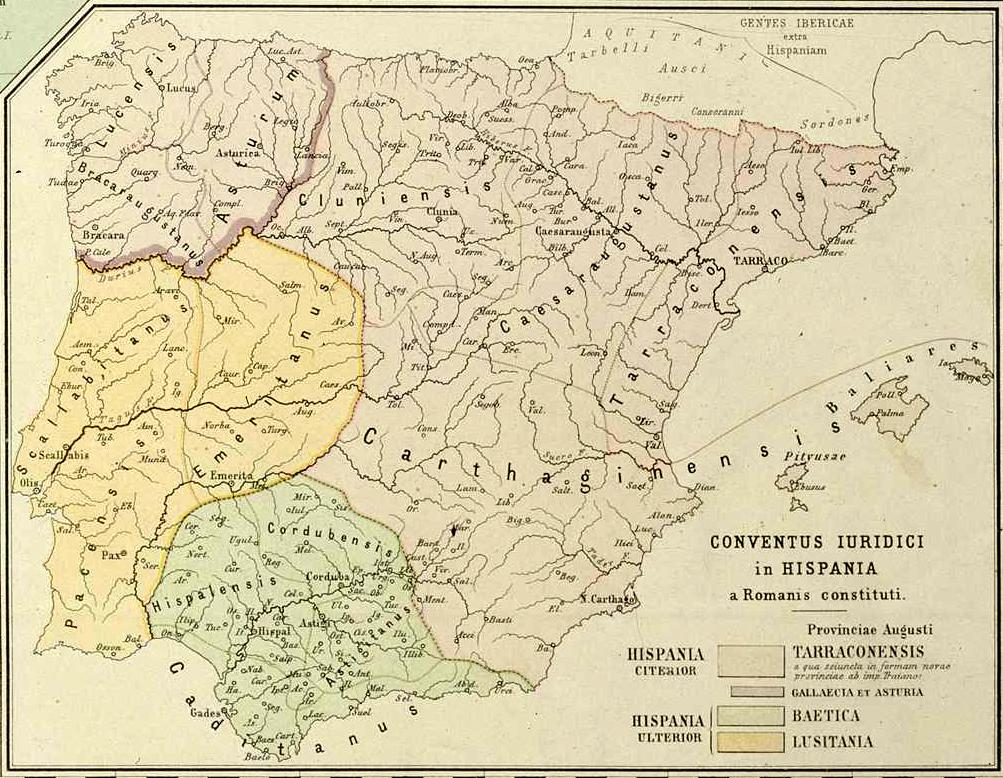
Provincias y conventus de la Hispania romana.

En tiempos de Claudio, las tres provincias de Hispania poseían en total catorce sedes de conventus:
La provincia Tarraconense estaba dividida en siete conventus:
1. Tarraconensis (con sede en la capital provincial de Tarraco, actual Tarragona).
2. Caesaraugustanus (en Cesaraugusta, actual Zaragoza).
3. Cluniensis (en Clunia, cerca de la actual Coruña del Conde).
4. Carthaginensis (en Carthago Nova, actual Cartagena). Esta última incluía, aparentemente, las islas Baleares.
5. Asturum (en Asturica Augusta, actual Astorga).
6. Lucensis (en Lucus Augusti, actual Lugo).
7. Bracarum (en Bracara Augusta, actual Braga, en Portugal).

De los anteriores, los tres últimos más tarde se escindirían, formando Gallaecia.
La provincia Bética estaba dividida en cuatro conventus:
1. Cordubensis (con sede en la capital provincial, Corduba, actual Córdoba).
2. Hispalensis (en Hispalis, la actual Sevilla).
3. Gaditanus (en Gadir (Gades), actual Cádiz).
4. Astigitanus (en Astigi, actual Écija).

La provincia Lusitania estaba dividida en tres conventus:
1. Emeritensis (con sede en la capital provincial, Augusta Emerita, actual Mérida).
2. Scalabitanus (Scallabis, en Scalabis Iulia, actual Santarém, en Portugal).
3. Pacensis (en Pax Iulia, actual Beja, en Portugal).

El culto imperial en Hispania se centralizaría mediante los conventus.

## Conventusen Dalmacia
Plinio el Viejo nombra tres conventus:
1. Scardonitanus, con sede en Scardona (Skradin).[2]
2. Salonensis, con sede en Salona.[3]
3. Naronensis, con sede en Narona (entre el pueblo de Vid y la ciudad de Metković).[4]

## Conventusen Asia
En Asia, los conventus o iurisdictiones existían antes de Augusto, y según la epigrafía, probablemente bajo Calígula, eran trece. El tamaño de estas circunscripciones no era homogéneo, y los límites eran más fijados para las mercancías del transporte que en función de las solidaridades entre ciudades. La organización varió con el tiempo, según las rivalidades entre ciudades para tener el honor de ser la sede del gobernador. Plinio nombra ocho conventus:
- Cibyraticus, con sede en Cibyra.[5]
- Synnadensis, con sede en Synnada.[6] El procónsul Cicerón estuvo allí tres días.[7]
- Apamensis, con sede en Apamea.[8]
- Alabandensis, con sede en Alabanda.[9]
- Sardensis, con sede en Sardes (Sardis).[10]
- Smyrnensis, con sede en Esmirna (Izmir).[11]
- Adramytteos, con sede en Adramitio (Edremit).[12]
- Pergamenus, con sede en Pérgamo.[13]